# Иршенберг
Иршенберг (нем. Irschenberg) — община в Германии, в земле Бавария. 
Подчиняется административному округу Верхняя Бавария. Входит в состав района Мисбах.  Население составляет 3073 человека (на 31 декабря 2010 года). Занимает площадь 53,94 км².